# Antoni de Bofarull

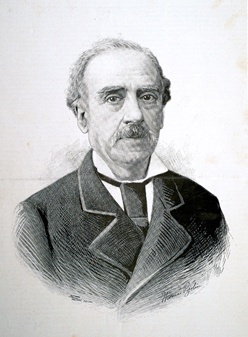
Antoni de Bofarull

Antoni de Bofarull (* 4. November 1821 in Reus; † 12. Februar 1892 in Barcelona) war ein spanischer Autor, Historiker, Romanist, Katalanist und Grammatiker.

## Leben und Werk
Bofarull ging 1839 zum Studium nach Barcelona und war von 1846 bis 1868 Archivar im Archiv der Krone von Aragonien. 1859 sorgte er mit Víctor Balaguer für die Wiederaufnahme der Jocs Florals. Er schrieb Gedichte, Theaterstücke und Prosa, vor allem aber eine umfassende Geschichte Kataloniens, sowie eine Grammatik des Katalanischen samt weiteren sprachwissenschaftlichen Abhandlungen. Viele seiner Werke wurden in jüngster Zeit wieder aufgelegt. Er war Mitglied der Acadèmia de Bones Lletres de Barcelona (1852).

## Werke (Auswahl)
- Hazañas y recuerdos de los catalanes, o, Colección de leyendas relativas a los hechos más famosos, Barcelona, Juan Oliveres, 1846; Valladolid, Maxtor, 2009.
- (Hrsg.) Ramon Muntaner, Crónica catalana, Barcelona, Jepús, 1860.
- Historia crítica de la Guerra de la Independencia de Cataluña, 2 Bde., Barcelona, Nacente, 1886–1887.
- (mit Adolfo Blanch) Gramática de la lengua catalana, Barcelona, Espasa, 1867 (110 Seiten); Valencia, Librerías „París-Valencia“ D.L., 1993.
- Escrits lingüístics, hrsg. von Jordi Ginebra, Barcelona, Alta Fulla, 1987.
- Historia crítica de Cataluña, 9 Bde., Madrid, Casset, 1991 (zuerst Barcelona, 1876–1878).
- Poemes, hrsg. von Xavier Vall, Reus, Associació d’Estudis Reusencs, 1996.